# الجورات
الجورات  قرية سوريّة تتبع إداريّاً لمحافظة حلب منطقة عين العرب ناحية الجلبية، بلغ تعداد سكانها 303 نسمة حسب التعداد السكاني لعام 2004.